# Décosaquisation

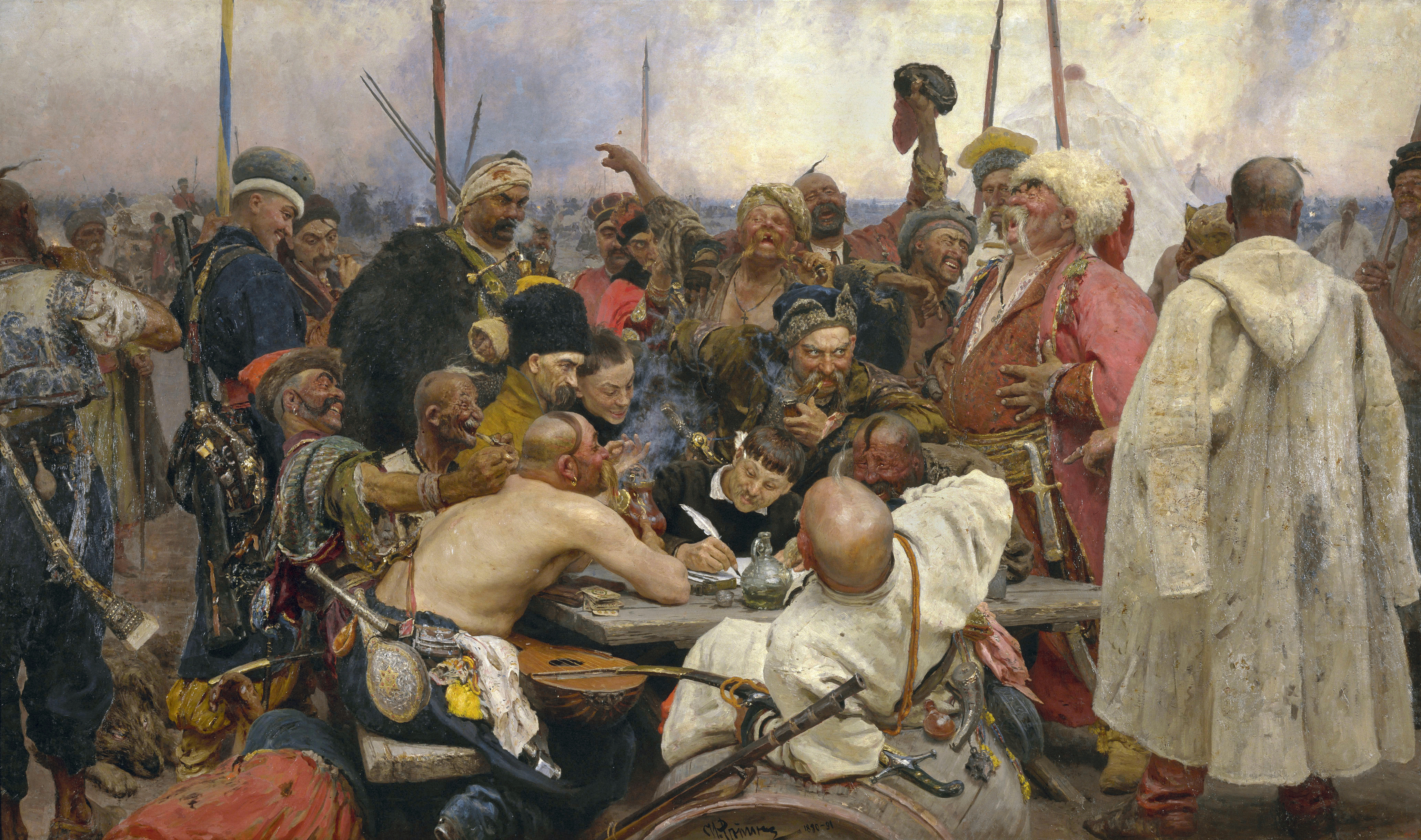
Les Cosaques zaporogues écrivant une lettre au sultan de Turquie, par Ilia Répine.

La « décosaquisation » (russe : расказачивание (raskazachivaniye)) est un terme utilisé pour décrire la politique bolchevique d'élimination systématique des Cosaques du Don et du Kouban en tant que groupe social et ethnique. Certains historiens estiment que les mesures répressives imposées par les Soviétiques durant la « décosaquisation » sont de nature génocidaire,. Les premières mesures de déportation des Cosaques ont été prises dès 1919, à l'initiative de Lénine.

## Histoire
Les Cosaques ont été un groupe militaire vivant dans le Sud de la Russie pré-révolutionnaire, du XIIIe siècle jusqu'au début du XXe siècle. Leur origine remonte aux groupes de résistance armée qui se sont constitués spontanément pour lutter contre les marchands d'esclaves tataro-mongols, vénitiens, génois ou khazars qui ravageaient le pays. Éleveurs et fermiers exemptés de taxes mais devant garder les frontières russes ou polonaises avec les Tatars et l'Empire ottoman, ils vivaient dans la steppe pontique, en partie nomades comme leurs adversaires musulmans, entre autres dans les régions du Don et le Kouban, ainsi que dans la steppe eurasiatique, en Sibérie méridionale et Asie centrale, autour d'Orenbourg et de la Transbaïkalie. Leur nom avait la même étymologie que celui des Kazakhs et signifie « hommes libres ». En tant que groupe social, ils étaient des guerriers-paysans, régis par des assemblées démocratiques élisant leurs chefs (atamans) et les destituant si nécessaire. En raison de leur tradition militaire et malgré leur « indiscipline notoire » — ils n'obéissaient qu'à leurs chefs élus —, les cosaques ont joué un rôle important dans les guerres de la Russie, se rangeant indifféremment du côté qui leur plaisait, qu'il soit russe, polonais ou suédois. Ils ont notamment pris part à la défense de Vienne contre les armées musulmanes. À partir de Pierre le Grand, le régime impérial russe a progressivement intégré les unités de cosaques dans l'armée régulière et la garde impériale, et les régiments cosaques ont souvent joué un rôle décisif, notamment à Borodino (charge de l'ataman Platov), pendant la guerre de Crimée et la guerre russo-turque de 1877-1878. Les régiments cosaques étaient aussi chargés du maintien de l'ordre et de la répression des émeutes.
Pendant la Révolution russe et la guerre civile russe, les cosaques servirent à la fois dans les armées « rouges » et « blanches ». Côté « rouge », les unités cosaques sous le commandement de P. V. Bakhtourov, M. F. Blinov, S. M. Boudienny, B. M. Doumenko, N. D. Kachirine ou F. K. Mironov prirent le parti des Bolcheviks (soit un cinquième de tous les cosaques) ; en revanche, l'élite cosaque (comme les régiments commandés par les atamans Mamontov, Chkouro ou Oulagaï) prit le plus souvent le parti des blancs, d'autant que les projets de collectivisation allaient la priver de l'exercice de leurs droits démocratiques. D'autres unités restèrent neutres, se montrèrent hésitantes, changèrent de camp au gré des événements, rejoignirent les forces anarchistes ou encore soutinrent les forces indépendantistes ukrainiennes.
Le concept de « décosaquisation » a été déjà discuté à l'époque impériale, mais il ne concernait que la suppression de la catégorie sociale de la cosaquerie et son organisation démocratique et non la suppression physique d'une population entière. Il avait été longtemps question de retirer aux cosaques leur entité juridique particulière, d'autant que les privilèges dont jouissaient les Cosaques (auto-administration, justice interne, possibilité d'accueillir dans leurs rangs toute personne qui en était jugée digne, même criminelle aux yeux du pouvoir impérial) pouvaient sembler dangereux pour l'autocratie. Certains Cosaques ont soutenu ces plans qui auraient allégé la contribution militaire que les Cosaques devaient au pouvoir impérial (la durée à vie du service militaire ou la nécessité de fournir son propre équipement). Mais c'est le pouvoir soviétique qui, confronté au danger que représentait le style de vie libre et indépendant de la cosaquerie, finit par mettre en œuvre la « décosaquisation », donnant des instructions pour éliminer physiquement la totalité de la population cosaque. Des unités de « cosaques rouges » (qui n'avaient plus de cosaques que le nom, mais non le statut) ont perduré dans l'Armée rouge à des fins surtout de propagande, au même titre que les « chœurs de l'Armée rouge ». Selon l'historien Peter Holquist, la « décosaquisation » fait partie de la politique du régime soviétique visant à « éliminer radicalement les groupes sociaux indésirables », sans pour autant constituer un génocide puisque la cosaquerie a disparu, mais non les cosaques eux-mêmes, qui ont intégré l'Armée rouge régulière, ou bien ont été déportés ou fusillés comme ennemis ou insoumis politiques, mais non en tant que cosaques.
Le texte portant décision d'exterminer les Cosaques retrouvé dans les archives russes ne laisse plus aucun doute sur la volonté de supprimer les Cosaques en tant que groupe social.

« Directive sur la destruction des Cosaques
Lettre circulaire du Bureau d'organisation du Comité central du Parti Communiste
Sur l'attitude envers les Cosaques
24 janvier 1919
Circulaire. Secret.
Les événements récents sur les divers fronts dans les régions cosaques — notre progression plus profonde dans les colonies cosaques et la décomposition régnant parmi les troupes cosaques — nous obligent à instruire les travailleurs du parti sur la nature de leur travail dans la reconstruction et le renforcement du pouvoir soviétique dans ces régions. Il est nécessaire, compte tenu de l'expérience de la guerre civile avec les Cosaques, de reconnaître comme seule attitude légitime le combat le plus impitoyable contre la totalité des Cosaques pour procéder à leur extermination complète. Aucun compromis, aucune demi-mesure n'est acceptable. Il faut donc :
1. Mener une terreur de masse contre les riches Cosaques, en les détruisant tous sans exception ; mener une terreur de masse impitoyable contre tous les Cosaques qui ont pris part directement ou indirectement à la lutte contre le pouvoir soviétique. Concernant la classe cosaque, il est impératif de prendre toutes les mesures nécessaires pour garantir l’impossibilité de nouvelles tentatives d’action de sa part contre le régime soviétique.
2. Confisquer le pain et forcer à remettre (aux forces soviétiques) tous les surplus concernés dans les paragraphes indiqués, ceci s'applique à la fois au pain et à tous les autres produits agricoles.
3. Prendre toutes les mesures pour aider les nouveaux arrivants « non-résidents » pauvres, en organisant la réinstallation le plus efficacement possible.
4. Accorder aux nouveaux arrivants « non-résidents » l’égalité avec les Cosaques pour l’attribution de la terre et à tous autres égards.
5. Procéder à un désarmement complet et fusiller toutes les personnes qui se trouveront en possession d’armes après la date limite.
6. Ne distribuer des armes, parmi les « non-résidents », qu'aux éléments fiables.
7. Les unités armées doivent être stationnées dans les villages cosaques jusqu'à l'établissement d'un ordre complet.
8. Tous les commissaires nommés dans toutes les implantations cosaques sont invités à faire preuve d'une fermeté maximale et à suivre ces instructions avec constance.
Le Comité central décide de mettre en œuvre, par le biais des institutions soviétiques compétentes, l'obligation du Commissariat du Peuple au Développement d'élaborer en toute urgence des mesures réelles de réinstallation massive de « non-résidents » pauvres sur les terres cosaques.
Comité central du Parti Communiste »

— Centre russe pour le stockage et l'étude des documents d'histoire récente (RCHIDNI). F.17. Op.4. E.7. L.5; F.17. Op.65. D.35. L.216. Copie dactylographiée
Lorsque l'Allemagne nazie envahit l'URSS, de nombreuses unités de l'Armée rouge, exaspérées par les purges staliniennes et ignorant la véritable nature du régime nazi et leur statut de « sous-hommes » (en tant que Slaves) aux yeux du Troisième Reich, se rendirent volontairement aux Allemands, demandant même à combattre contre Staline et son régime. Dans ce contexte, quelques unités de cosaques furent reconstituées en Ukraine où elles combattirent aux côtés de la Wehrmacht sous le commandement suprême du colonel allemand Helmuth von Pannwitz. Leurs rescapés, capturés par les Alliés et livrés à l'URSS (à l'exception de quelques dizaines de familles réfugiées au Liechtenstein et de 300 mutinés fusillés par les Britanniques à Lienz en Autriche) finirent leur existence au Goulag : c'est la troisième et dernière « décosaquisation ».
Dans la Russie moderne, d'anciens militaires de l'Armée rouge ont reconstitué quelques écoles et unités appelées « de cosaques », dont ils entretiennent la mémoire.
Le 24 janvier, jour de la prise du décret portant extermination de la Cosaquerie est maintenant largement célébré en Russie comme Jour du Souvenir des cosaques et de leur extermination.